# Catedral de Nuestra Señora de la Gracia (Santo Tomé)
La Catedral de Nuestra Señora de la Gracia también llamada Catedral de Santo Tomé (en portugués: Sé Catedral de Nossa Senhora da Graça) Es una catedral católica que se encuentra en el distrito de Água Grande, en la ciudad de Santo Tomé, capital del país africano e insular de Santo Tomé y Príncipe, y que es la catedral de la diócesis de Santo Tomé y Príncipe. La iglesia original de la Virgen de Gracia, probablemente data del siglo XV y se encuentra en la Plaza del Pueblo, cerca de la torre de defensa construida entre 1492 y 1493 por el capitán Álvaro de Caminha.
En 1534 la ciudad se convirtió en un obispado a través de la bula "Aequum Reputamus" del papa Paulo IV, que estableció la diócesis de Santo Tomé y Príncipe (Diœcesis Sancti Thomæ in Insula) y elevó la iglesia de Nuestra Señora de Gracia al estatus de catedral. El edificio fue renovado entre 1576 y 1578, durante el gobierno del rey Sebastián I de Portugal. En 1814 fue restaurada de nuevo por iniciativa de la población local. La última modificación realizada fue en 1956 y  alteró significativamente la fachada principal.

## Véase también

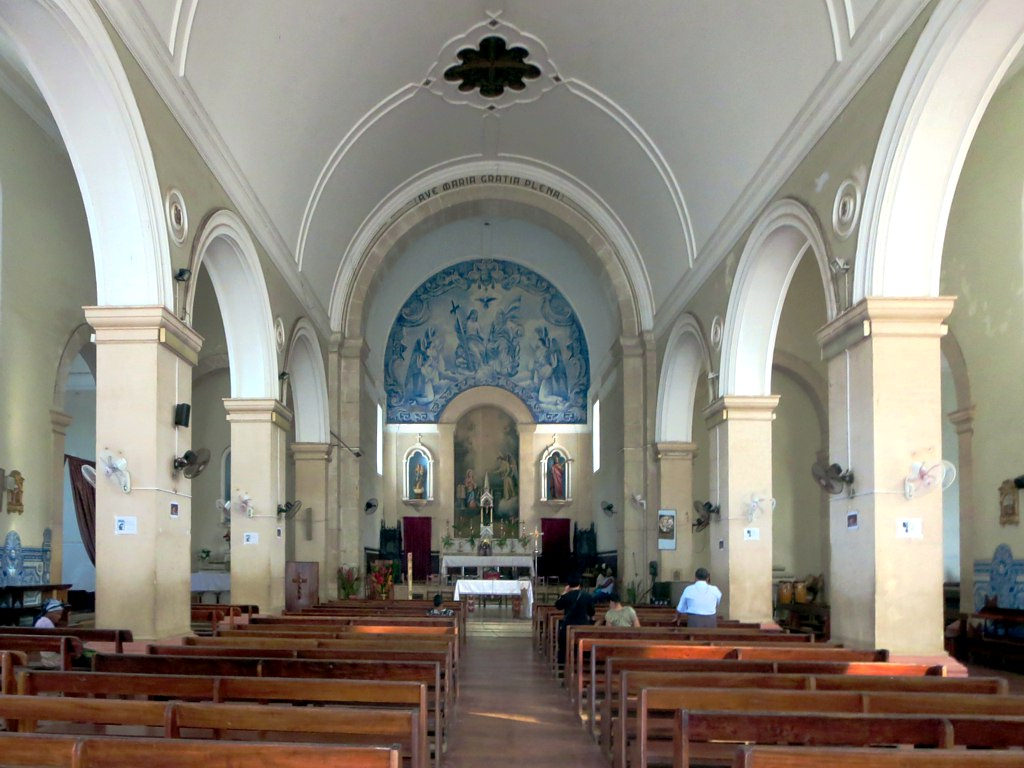
Vista interna